# Muaythai ai Giochi mondiali 2022
Le competizioni di muaythai ai Giochi mondiali 2022 si sono svolte dal 15 al 17 luglio 2022 al Birmingham Southern College di Birmingham in Alabama, negli Stati Uniti d'America. L'evento era originariamente stato calendarizzato nel luglio 2021, ma i Giochi mondiali sono stati riprogrammati per l'anno successivo a seguito del rinvio dei Giochi olimpici estivi di Tokyo 2020, dovuto all'insorgere dell'emergenza sanitaria causata dalla pandemia di COVID-19.

## Podi

### Uomini
| Specialità         | Oro                              | Argento                         | Bronzo                              |
| 57 kg (dettagli)   | Nguyễn Trần Duy Nhất Vietnam     | Almaz Sarsembekov Kazakistan    | Vladyslav Mykytas Ucraina           |
| 63.5 kg (dettagli) | Igor Liubchenko Ucraina          | Weerasak Tharakhajad Thailandia | Nouredine Samir Emirati Arabi Uniti |
| 67 kg (dettagli)   | Anueng Khatthamarasri Thailandia | Hamza Rachid Marocco            | Norbert Speth Ungheria              |
| 71 kg (dettagli)   | Thanet Nitutorn Thailandia       | Oleksandr Yefimenko Ucraina     | Jordan Weiland Stati Uniti          |
| 81 kg (dettagli)   | Aaron Ortiz Stati Uniti          | Diogo Calado Portogallo         | Ilyass Hbibali Emirati Arabi Uniti  |
| 91 kg (dettagli)   | Oleh Pryimachov Ucraina          | Mathew Baker Stati Uniti        | Łukasz Radosz Polonia               |

### Donne
| Specialità         | Oro                           | Argento                    | Bronzo                          |
| 48 kg (dettagli)   | Anastasiia Kulinich Ucraina   | Regan Gowing Canada        | Janet Garcia Borbon Stati Uniti |
| 51 kg (dettagli)   | Monika Chochlíková Slovacchia | Meriem El Moubarik Marocco | Gabriela Kuzawińska Polonia     |
| 54 kg (dettagli)   | Ashley Thiner Stati Uniti     | Laura Burgos Messico       | Yolanda Schmidt Australia       |
| 57 kg (dettagli)   | Iman Barlow Regno Unito       | Tierra Brandt Stati Uniti  | Patricia Axling Svezia          |
| 60 kg (dettagli)   | Charlsey Maner Stati Uniti    | Nili Block Israele         | Ajsa Adel Sandorfi Ungheria     |
| 63.5 kg (dettagli) | Zoe Putorak Australia         | Nora Cornolle Francia      | Erin Clayton Stati Uniti        |

## Medagliere
| Posiz. | Nazione             | Oro | Argento | Bronzo | Totale |
| ------ | ------------------- | --- | ------- | ------ | ------ |
| 1      | Stati Uniti         | 3   | 2       | 3      | 8      |
| 2      | Ucraina             | 3   | 1       | 1      | 5      |
| 3      | Thailandia          | 2   | 1       | 0      | 3      |
| 4      | Australia           | 1   | 0       | 1      | 2      |
| 5      | Regno Unito         | 1   | 0       | 0      | 1      |
| 5      | Slovacchia          | 1   | 0       | 0      | 1      |
| 5      | Vietnam             | 1   | 0       | 0      | 1      |
| 8      | Marocco             | 0   | 2       | 0      | 2      |
| 9      | Canada              | 0   | 1       | 0      | 1      |
| 9      | Francia             | 0   | 1       | 0      | 1      |
| 9      | Israele             | 0   | 1       | 0      | 1      |
| 9      | Kazakistan          | 0   | 1       | 0      | 1      |
| 9      | Messico             | 0   | 1       | 0      | 1      |
| 9      | Portogallo          | 0   | 1       | 0      | 1      |
| 15     | Ungheria            | 0   | 0       | 2      | 2      |
| 15     | Polonia             | 0   | 0       | 2      | 2      |
| 15     | Emirati Arabi Uniti | 0   | 0       | 2      | 2      |
| 18     | Svezia              | 0   | 0       | 1      | 1      |
| Totale | Totale              | 12  | 12      | 12     | 36     |